# Vincenzo Tomassi
Vincenzo Tomassi (Priverno, 19 novembre 1937 – Roma, 30 gennaio 1993) è stato un montatore italiano.

## Biografia
È stato uno dei collaboratori storici del regista Lucio Fulci, per il quale ha montato film divenuti cult come Zombi 2, Paura nella città dei morti viventi e Luca il contrabbandiere.
Ha firmato alcune pellicole con lo pseudonimo di Vincent P. Thomas.
Ha lavorato anche con Joe D'Amato, Ruggero Deodato e Enzo G. Castellari.

## Filmografia
- Rififi internazionale (1966)
- Granada, addio! (1967)
- Moresque - Obiettivo allucinante (1967)
- I 2 deputati (1968)
- Donne, botte e bersaglieri (1968)
- Vacanze sulla Costa Smeralda (1968)
- Quel caldo maledetto giorno di fuoco (1968)
- Una storia d'amore (1969)
- Don Franco e Don Ciccio nell'anno della contestazione (1969)
- I caldi amori di una minorenne (1969)
- Professione bigamo (1969)
- La battaglia d'Inghilterra (1969)
- L'uomo venuto da Chicago (Un condé), regia di Yves Boisset (1970)
- Concerto per pistola solista (1970)
- Quando gli uomini armarono la clava e... con le donne fecero din don (1971)
- Gli occhi freddi della paura (1971)
- I diabolici convegni (1971)
- Tedeum (1972)
- Sette scialli di seta gialla, regia di Sergio Pastore (1972)
- Fratello homo sorella bona, regia di Mario Sequi (1972)
- Nonostante le apparenze... e purché la nazione non lo sappia... All'onorevole piacciono le donne (1972)
- La polizia incrimina, la legge assolve (1973)
- Tutti per uno botte per tutti (1973)
- Zanna Bianca alla riscossa, regia di Tonino Ricci (1974)
- L'anticristo (1974)
- 4 marmittoni alle grandi manovre (1974)
- Ettore lo fusto (1974)
- Non si deve profanare il sonno dei morti (1974)
- Roma violenta (1975)
- La moglie vergine (1975)
- Peccati in famiglia, regia di Bruno Gaburro (1975)
- Emanuelle nera (1975)
- Il letto in piazza (1976)
- Italia a mano armata (1976)
- Emanuelle nera - Orient Reportage (1976)
- Una Magnum Special per Tony Saitta (1976)
- Napoli violenta (1976)
- Emanuelle in America (1976)
- Napoli spara! (1977)
- Il ginecologo della mutua (1977)
- Emanuelle - Perché violenza alle donne? (1977)
- Holocaust 2000, regia di Alberto De Martino (1977)
- Incontri molto ravvicinati del quarto tipo (1978)
- Occhi dalle stelle (1978)
- La via della prostituzione (1978)
- Papaya dei Caraibi (1978)
- Play Motel (1979)
- Contro 4 bandiere (1979)
- Zombi 2 (1979)
- Cannibal Holocaust (1979)
- L'uomo puma (1980)
- Luca il contrabbandiere (1980)
- Paura nella città dei morti viventi (1980)
- La casa sperduta nel parco (1980)
- Black Cat (Gatto nero) (1981)
- ...e tu vivrai nel terrore! - L'aldilà (1981)
- Quella villa accanto al cimitero (1981)
- Pierino il fichissimo (1981)
- Lo squartatore di New York (1982)
- Manhattan Baby (1982)
- Incontro nell'ultimo paradiso (1982)
- Se tutto va bene siamo rovinati (1983)
- Thor il conquistatore, regia di Tonino Ricci (1983)
- Rush, regia di Tonino Ricci (1983)
- I predatori di Atlantide (1983)
- Rage - Fuoco incrociato, regia di Tonino Ricci (1983)
- Nudo e crudele, regia di Bitto Albertini (1984)
- Impatto mortale, regia di Fabrizio De Angelis (1984)
- I guerrieri dell'anno 2072 (1984)
- Murderock - Uccide a passo di danza (1984)
- Dimensione violenza, regia di Mario Morra (1984)
- Cane arrabbiato (1985)
- 7, Hyden Park - La casa maledetta (1985)
- I giorni dell'inferno, regia di Tonino Ricci (1986)
- Il miele del diavolo (1986)
- Colpo di stato, regia di Fabrizio De Angelis (1987)
- Thunder 3, regia di Fabrizio De Angelis (1988)
- Quella villa in fondo al parco (1988)
- Quando Alice ruppe lo specchio (1988)
- Il fantasma di Sodoma (1988)
- Non aver paura della zia Marta (1989)
- Massacre (1989)
- Luna di sangue (1989)
- Cyborg - Il guerriero d'acciaio, regia di Giannetto De Rossi (1989)
- Killer Crocodile (1989)
- Killer Crocodile II (1990)
- Un gatto nel cervello (1990)
- Voci dal profondo (1991)